# Così ti amo/Tutto quello
Così ti amo / Tutto quello è il quarto singolo su 7" de I Califfi pubblicato nel 1968 dalla Ri-Fi. Il singolo proponeva il rifacimenti in lingua italiana di Così ti amo = To Love Somebody dei Bee Gees.

## Tracce
Lato A
1. Così ti amo = To Love Somebody (musica: Robin Gibb, Barry Gibb)

Lato B
1. Tutto quello (Gianfranco Intra)